# Championnat d'Écosse de football 1983-1984
Navigation
Édition précédente Édition suivante
La 87e édition du championnat d'Écosse de football est remportée par le Aberdeen Football Club. C’est son 3e titre de champion. Aberdeen l’emporte avec 7 points d’avance sur Celtic FC. Dundee United complète le podium.
Le système de promotion/relégation reste en place: descente et montée automatique, sans matchs de barrage pour les deux derniers de première division et les deux premiers de deuxième division. Saint Johnstone et Motherwell FC descendent en deuxième division. Ils sont remplacés pour la saison 1984/85 par Dumbarton FC et Greenock Morton.
Avec 23 buts marqués en 36 matchs,  Brian McClair du Celtic Football Club remporte pour la première fois le classement des meilleurs buteurs du championnat.

## Les clubs de l'édition 1983-1984
| \| Aberdeen FC Glasgow · Celtic - Rangers Dundee · Dundee – Dundee United Saint Mirren Édimbourg · Hibernian FC-Heart of Midlothian Motherwell FC Saint Johnstone \| Localisation des clubs engagés dans le championnat. |
| Aberdeen FC Glasgow · Celtic - Rangers Dundee · Dundee – Dundee United Saint Mirren Édimbourg · Hibernian FC-Heart of Midlothian Motherwell FC Saint Johnstone                                                           |

| Club                              | Ville      |
| --------------------------------- | ---------- |
| Aberdeen Football Club            | Aberdeen   |
| Celtic Football Club              | Glasgow    |
| Dundee Football Club              | Dundee     |
| Dundee United Football Club       | Dundee     |
| Heart of Midlothian Football Club | Édimbourg  |
| Hibernian Football Club           | Leith      |
| Motherwell Football Club          | Motherwell |
| Rangers Football Club             | Glasgow    |
| Saint Johnstone Football Club     | Perth      |
| Saint Mirren Football Club        | Paisley    |

## Compétition

### Les moments forts de la saison
Après avoir remporté la Coupe d’Europe des vainqueurs de Coupe, Aberdeen s’offre le doublé championnat d’Écosse / Coupe d’Écosse.

### Classement
Le classement est établi sur le barème de points classique (victoire à 2 points, match nul à 1, défaite à 0).
| Rang | Équipe                | Pts | J  | G  | N  | P  | Bp | Bc | Diff |
| ---- | --------------------- | --- | -- | -- | -- | -- | -- | -- | ---- |
| 1    | Aberdeen FC C         | 57  | 36 | 25 | 7  | 4  | 78 | 21 | +57  |
| 2    | Celtic FC             | 50  | 36 | 21 | 8  | 7  | 80 | 41 | +39  |
| 3    | Dundee United T       | 47  | 36 | 18 | 11 | 7  | 67 | 39 | +28  |
| 4    | Rangers FC            | 42  | 36 | 15 | 12 | 9  | 53 | 41 | +12  |
| 5    | Heart of Midlothian P | 36  | 36 | 10 | 16 | 10 | 38 | 47 | -9   |
| 6    | Saint Mirren          | 32  | 36 | 9  | 14 | 13 | 55 | 59 | -4   |
| 7    | Hibernian FC          | 31  | 36 | 12 | 7  | 17 | 45 | 55 | -10  |
| 8    | Dundee FC             | 27  | 36 | 11 | 5  | 20 | 50 | 74 | -24  |
| 9    | Saint Johnstone P     | 23  | 36 | 10 | 3  | 23 | 36 | 81 | -45  |
| 10   | Motherwell FC         | 15  | 36 | 4  | 7  | 25 | 31 | 75 | -44  |

| Légende : Qualifications et relégations | Légende : Qualifications et relégations                                        |
| --------------------------------------- | ------------------------------------------------------------------------------ |
|                                         | Coupe d'Europe des Clubs champions 1984-1985                                   |
|                                         | Coupe d'Europe des vainqueurs de coupe 1984-1985                               |
|                                         | Coupe UEFA 1984-1985                                                           |
|                                         | Relégation en deuxième division                                                |
|                                         | T : Tenant du titre C : Vainqueurs de la Coupe d'Écosse de football P : Promus |

## Bilan de la saison
| Tableau d'Honneur                |             |
| Compétition                      | Vainqueur   |
| Championnat d'Écosse de football | Aberdeen FC |
| Coupe d'Écosse de football       | Aberdeen FC |

| Promotions et relégations |                               |
| Promus                    | Dumbarton FC Greenock Morton  |
| Relégués                  | Saint Johnstone Motherwell FC |

## Statistiques

### Meilleur buteur
- Brian McClair, Celtic Football Club 23 buts